# PGM Ultima Ratio
PGM Ultima Ratio — французская снайперская винтовка, производящаяся оружейной компанией PGM Précision.
Наиболее распространенный патрон — 7,62×51 мм НАТО, но также доступны варианты под другие патроны. PGM Ultima Ratio предназначен для выполнения противопехотных функций и производится компанией PGM Précision во Франции. Её основными коммерческими конкурентами/аналогами на рынке высококачественных заводских снайперских винтовок являются линейки продуктов Accuracy International Arctic Warfare и Sako TRG. Все эти винтовки схожи по своим характеристикам.
Название винтовки является латинским выражением и означает «последний довод» и происходит от выражения ultima ratio regum (последний довод королей), которое король Франции Людовик XIV выгравировал на своих пушках.

## Конструкция
Высокоточная снайперская винтовка PGM Ultima Ratio была разработана специалистами частной французской оружейной компании PGM Precision в 1991 году по заказу Министерства обороны Франции, с 1992 года оружие находится на вооружении армии и полиции Франции, а также ряда других государств.
В ходе производства, оружие претерпело ряд доработок, модификаций и усовершенствований. По сути, это оружие со сменными стволами, построенное на модульной (скелетной) схеме, где все основные компоненты установлены на каркасе из высокопрочных, но относительно легких металлических сплавов.
Оружие предназначено для прогнозируемого поражения целей на расстоянии до 800 м.

### Тактико-технические характеристики снайперской винтовки PGM Ultima Ratio
| Модификация:                      | Intervention                                     | Commando I                                       | Commando II                                      | Silenced barrel (Supressed)                      |
| Длина c откинутым прикладом, мм:  | 1100                                             | 1050                                             | 980                                              | 1170                                             |
| Длина со сложенным прикладом, мм: | 870                                              | 820                                              | 750                                              | 940                                              |
| Длина ствола, мм:                 | 600                                              | 550                                              | 470                                              | 410 (705 с глушителем)                           |
| Количество нарезов ствола, шт:    | 4                                                | 4                                                | 4                                                | 4                                                |
| Калибр, мм:                       | 7,62                                             | 7,62                                             | 7,62                                             | 7,62                                             |
| Боеприпас:                        | патрон 7.62 NATO (.308 Win)                      | патрон 7.62 NATO (.308 Win)                      | патрон 7.62 NATO (.308 Win)                      | патрон 7.62 NATO (.308 Win)                      |
| Боепитание:                       | отъемный коробчаный магазин на 5 или 10 патронов | отъемный коробчаный магазин на 5 или 10 патронов | отъемный коробчаный магазин на 5 или 10 патронов | отъемный коробчаный магазин на 5 или 10 патронов |
| Принцип работы:                   | продольно скользящий поворотный затвор           | продольно скользящий поворотный затвор           | продольно скользящий поворотный затвор           | продольно скользящий поворотный затвор           |
| Эффективная дальность, м:         | 800                                              | 800                                              | 800                                              | 500                                              |
| Масса, кг:                        | 7,39                                             | 6,26                                             | 6,12                                             | 7,08                                             |

Конструкция винтовки модульная и не отличается какими-либо особенностями, основные компоненты винтовки установлены на каркасе из высокопрочных металлических сплавов.
Ствол оружия массивный, свободно вывешенный, не касается никаких других компонентов оружия кроме ствольной коробки, по внешней стороне ствола расположены продольные, либо поперечные (модель «Intervention») ребра для его лучшего охлаждения (кроме моделей Commando I и Commando II).
Крепление ствола к ствольной коробке производится с помощью четырёх болтов, расположенных в ряд с правой стороны ствольной коробки под патронником. Для быстрой замены ствола применяется 5 мм шестиугольный фигурный ключ Аллена, входящий в комплект винтовки.
Особенностью винтовки является необычно большой для оружия таких малых калибров дульный тормоз-компенсатор в дульной части ствола, что позволило максимально уменьшить силу отдачи и, следовательно — повысить кучность стрельбы, которая составляет не более 0,3 МОА (угловой минуты): с расстояния 100 м серией из 5 выстрелов винтовка уверенно укладывает пули в круг диаметром 13 мм (1,3 см).
Цевье винтовки исполнено из дерева, либо из оружейного пластика, в его нижней передней части крепятся двухопорные телескопические сошки.
Продольно скользящий поворотный затвор запирает канал ствола поворотом затвора на три боевых упора, рукоятка затвора загнута вниз и вынесена вперед.
Боепитание оружия осуществляется из двухрядного отъемного коробчатого магазина емкостью 5 или 10 патронов. Режим огня только одиночный, перезаряжание ручное.
Усилие спуска спускового крючка регулируемое в диапазоне от 1 до 1,6 кг.
Предохранитель ползункового типа неавтоматический двухпозиционный, расположен над спусковым крючком с левой боковой стороны ствольной коробки.
Пистолетная рукоятка исполнена либо из дерева, либо из оружейного пластика, нерегулируемая.
Приклад исполнен из оружейного пластика, складывается влево и вперед и полностью регулируем, либо не складной — из дерева.
Открытых прицельных приспособлений не предусмотрено, на верхней плоскости ствольной коробки установлена планка Пикатинни для крепления прицелов различного типа.
В сложенном виде, винтовки моделей Commando I и Commando II, разработанные для армейских подразделений специального назначения свободно помещаются в стандартный рюкзак десантника.
По желанию заказчика, производитель изготавливает сменные стволы и ствольные коробки под патрон меньшего калибра: .260 Remington (6.5-08 A-Square), 6.5x47mm Lapua, 6 mm BR Norma и т. д.

## Модификации
Доступны несколько конфигураций ствола. Ствол Intervention имеет ребра рассеивания тепла по всей длине и встроенный дульный тормоз, необходимый для уменьшения отдачи, прыжка и вспышки. Стволы Commando I и Commando II рифленые и могут иметь встроенные или съемные дульные тормоза. Если стволы имеют резьбу для съемного дульного тормоза, они также могут быть оснащены съемным глушителем. Ствол Suppressed Barrel имеет встроенный глушитель.

## На вооружении
- Франция: используется Бригадой розыска и реагирования[4] и RAID.
- Бразилия
- Израиль
- Литва: Подразделение Литовской полиции по антитеррористическим операциям «АРАС»[5].
- Марокко: Королевская марокканская армия[6].
- Словения: Вооружённые силы Словении[7].

## В популярной культуре
В кинематографе:
- Боевые ангелы (2002)
- Кольт 45 (2014)
- Наблюдатель (2012)
- Отклонение от нормы (2005)
- Отряд особого назначения (2011)
- Пророк (2007)
- Три Икса (2002)

Присутствует в компьютерных играх:
- C-OPS: под названием URatio.